# Genius Augusti

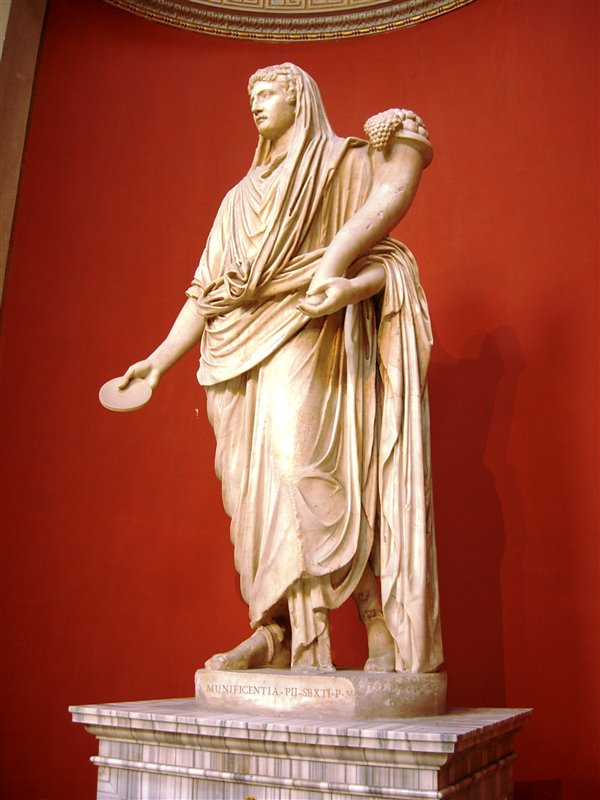
Genius Augusti, Vatikanische Museen

Als Genius Augusti wurde in der römischen Kaiserzeit der Genius (der persönliche Schutzgeist eines Mannes und Ausdruck seiner Persönlichkeit) eines regierenden Kaisers bezeichnet. 
Da zur Zeit der Römer die Sklaven und sonstigen Hausangestellten den Genius des pater familias verehrten und bei diesem schworen, übertrug sich nun diese Sitte auch auf den Genius des Kaisers. Der Eid auf den Kaiser wurde daher nicht auf dessen Person, sondern auf den Genius Augusti abgelegt, wodurch der Meineid somit zu einem religiösen Verbrechen wurde.